# HTC J 버터플라이
HTC J 버터플라이(HTC J Butterfly)는 HTC 코퍼레이션에서 2012년 12월에 출시한 안드로이드 스마트폰이며, 세계 최초로 1080p HD 해상도를 표현하는 스마트폰이다.

## 연혁
- 2012년 10월 : 제품 발표
- 2012년 12월 : 제품 출시

## 경쟁 기종
- 삼성 갤럭시 S4
- ZTE 누비아 Z5
- ZTE 그랜드 S
- 화웨이 어센드 P6
- LG 옵티머스 G 프로
- 소니 엑스페리아 Z
- 샤프 아쿠오스 Sh930w

## 같이 보기
- 버터플라이 S
- HTC 원
- HTC 휴대 전화 목록